# Книговедение
Книгове́дение — комплексная наука о книге и книжном деле, изучающая процессы создания, распространения и использования произведений письменности и печати в обществе.
Профессор А. А. Беловицкая даёт следующее определение: 

Книговедение есть приведённое в систему научное знание о книге как объективном явлении социальной действительности — о природе и сущности книги, о логических и исторических процессах, формах и закономерностях её существования, движения, развития и функционирования; метод получения нового знания о книге; способ организации результатов познания книги либо в теоретические компоненты и элементы книговедческого знания, либо в теоретически осознанные правила, приёмы, процедуры, то есть методики практической книговедческой деятельности в той или иной сфере книжного дела (книгоиздательского, книготоргового, библиотечного, библиографического) как способа существования реальной, действительной книги в её книговедческой целостности.— Беловицкая А. А. Книговедение. Общее книговедение

## История развития русского книговедения
Первым русским книговедом принято считать А. И. Богданова (1696—1766), который предпринял первые попытки составления репертуара русской книги, изучения истории русского книгопечатания. Один из его трудов — «Краткое ведение и историческое изыскание о начале и произведении вообще всех азбучных слов…» (1755) — содержит сведения по истории русского книгопечатания, истории типографий, в перечне печатных книг записи расположены по типографиям, то есть по книговедческому признаку.
Теоретические построения впервые встречаются в работах В. С. Сопикова (1765—1818) и В. Г. Анастасевича (1775—1845). Нужно сказать, что на первых этапах развития книговедения оно отождествлялось с библиографией. В «Предуведомлении» к «Опыту российской библиографии…» В. С. Сопиков первым отметил общественное, пропагандистское, просветительское назначение библиографии, которую трактовал очень широко, включая в неё те отрасли знания, которые входят в современное книговедение.

Библиография из всех человеческих познаний есть самая пространнейшая наука…Посвятившему себя оной беспрестанно надлежит заниматься рассматриванием сочинений как древних, так и новейших писателей… Он не менее обязан знать Историю книгопечатания, славных типографщиков, издателей и всё производство типографическое. Сим ещё не ограничиваются его познания: обстоятельное сведение о полезных, редких и любопытных книгах, не по одним только их заглавиям и форматам, но и по их содержанию.— В. С. Сопиков  

## Основные концепции книговедения
1. Концепция комплексности книговедения — А. А. Сидоров, Н. М. Сикорский — 1964 год.
Основные положения концепции: Книговедение — комплексная наука о книге и книжном деле, изучающая процессы создания, распространения и использования произведений письменности и печати в обществе
Книговедческие дисциплины: теория и практика редактирования, искусство книги, библиография, библиотековедение, история книжного дела.
Объект науки — «книга — книжное дело — читатель»
2. Функциональная концепция книговедения — А. И. Барсук, И. Е. Баренбаум — начало 70-х гг.
Основные положения концепции: В основе — схема науки о книге: редакционно-издательское дело — оформление книги — библиографическое дело — статистика печати — библиотечное дело — книготорговое дело.
Методология — функциональный подход.
Методы — аналитико-тематический, структурно-типологический, типографический, библиографический.
Объект — «произведение (книга) — читатель (потребитель)».
3. Концепция «пересекающихся наук» — Е. Л. Немировский — 70-е гг.
Основные положения концепции: Книговедение — наука, имеющая свою методологию, объект, предмет, методы; включающая в себя ряд книговедческих дисциплин. Дисциплины книговедческого цикла образуют системно-упорядоченное многоуровневое научное знание о книге.
4. Системно-типологическая концепция.
Основные положения: Книга и книжное дело не только системны сами по себе, но и являются подсистемам более общей развивающейся динамической системы информационного процесса, объективно существующего в природе и обществе. Концепция базируется также на принципе коммуникативности — книга исследуется в качестве составной части единого коммуникативного процесса.
Метод — типологический.
5. Концепции нового книговедения — Д. А. Эльяшевич и В. А. Мутьев — в качестве объекта рассматривается система с ярко выраженной обратной связью «автор – письмо – текст – чтение – читатель». Основа — медиалогический подход, изучение авторской деятельности, чтения и читателя, социоцентричность анализа технологий материализации текстов и реконфигурация образовательных книговедческих практик. Метод — междисциплинарный. 